# Loch Vennachar
El Loch Vennachar fue un clíper de tres mástiles y casco de hierro construido en Escocia en 1875 y que se perdió siniestrado frente a las costas del sur de Australia en 1905. Pasó toda su carrera en la Glasgow Shipping Company, que comerciaba entre Reino Unido y Australia. La compañía era conocida como la "Loch Line", ya que todos sus buques llevaban nombres de lagos escoceses. El barco recibió el nombre de Loch Venachar, en lo que entonces era Perthshire.
En 1892, el Loch Vennachar sobrevivió a un ciclón en el Océano Índico. En 1901 se hundió al chocar con un buque de vapor en el estuario del Támesis. Fue rescatado, reparado y puesto de nuevo en servicio. En 1905 volvió a hundirse frente a la isla Canguro.
En 1976, arqueólogos marinos hallaron los restos del Loch Vennachar frente a West Bay, en la isla Canguro. El pecio está protegido por la Ley de Naufragios Históricos de la Commonwealth de 1976. En 1980 se recuperaron partes de una de sus anclas, que ahora se conservan en la isla Canguro.

## Hundimiento

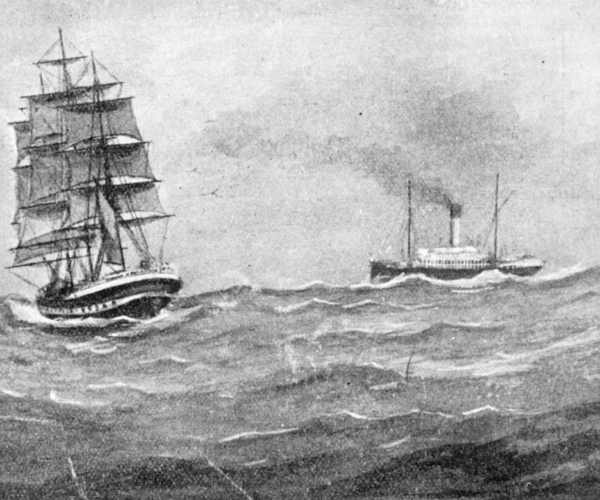
Impresión artística del Loch Vennachar (izquierda) visto por Yongala (derecha)

A finales de junio de 1905, el Loch Vennachar zarpó de Glasgow rumbo a Adelaida con una carga general que incluía 20.000 ladrillos. El 6 de septiembre de 1905, el Yongala lo alcanzó a unas 160 millas náuticas (300 km) al oeste de las islas Neptune y los capitanes intercambiaron señales de "todo va bien". El capitán del Yongala declaró que el Loch Vennachar era un barco bonito, que avanzaba a toda velocidad con las velas desplegadas. Fue el último avistamiento conocido del Loch Vennachar.
El 29 de septiembre, el queche Annie Watt llegó a Adelaida y su capitán informó de que había recogido un rollo de papel de imprenta azul a 18 millas al noroeste de la isla Kangaroo. El papel fue identificado como parte de la carga del Loch Vennachar. Tres semanas más tarde, el mar comenzó a entregar restos de su carga en la costa rocosa de la isla Canguro, lo que confirmó su pérdida. El buque de vapor Governor Musgrave fue enviado en dos ocasiones en busca de los restos del naufragio y de supervivientes. Tras semanas de búsqueda por parte del gobierno y de los barcos de pesca locales, sólo se encontraron restos flotantes y el cuerpo de un joven marinero, que nunca fue identificado. Fue enterrado en las colinas de arena de West Bay. La búsqueda se abandonó el 12 de octubre.
En aquel momento, se llegó a la conclusión errónea de que el Loch Vennachar había naufragado en Young Rocks, un afloramiento de granito situado a unas 20 millas al sur-suroeste del cabo Gantheaume, intentando hacer el paso de Backstairs.